# 男性の健康

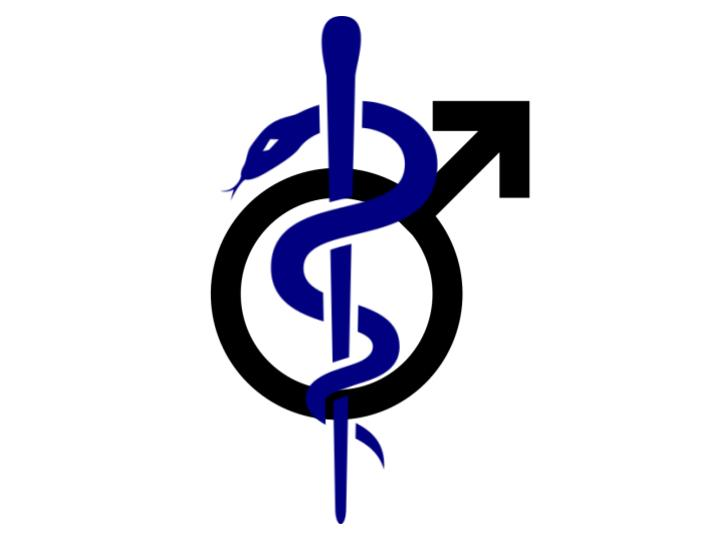
「男性の健康」のシンボル。
カドゥケウス（青）と男性性別記号（黒）を重ねている。

男性の健康（だんせいのけんこう、英: Men's health）とは、男性が経験する身体的、精神的、社会的に完全に良好な状態であり、単に疾病がないことを意味するものではない。男性の健康は女性の健康と比べて、生物学的要因、行動的要因、社会的要因（職業など）により異なると思われる。
男性の健康は男性の生殖器系や、男性特有の／男性に最も顕著なホルモンに起因する症状に関係することが多い。悪性腫瘍や外傷など男女両方に影響を与える疾患の中には、男性では症状が異なって現れるものもある。また男女両方に影響を及ぼす病気の中には、統計的に男性に多く見られるものがある。行動要因の点では、男性は不健康または危険な選択をする傾向が高く、医療を求める傾向が低い。
男性は、性別による医療へのアクセスやその他の社会経済学的要因など、生物学的特徴とは直接関係のない問題に直面することがある。サハラ以南のアフリカ以外では、男性はHIV/AIDSに感染するリスクが高い。これは、しばしば合意のない危険な性行為と関連している。

## 定義
男性の健康とは、男性の身体的、精神的、社会的幸福の状態を指し、男性特有の、あるいは男性に女性とは異なる影響を与える様々な問題を含む。これには、生殖に関する健康、性に関する健康、心臓血管の健康、精神衛生、がんの予防と治療に関連する問題が含まれる。また男性の健康には、食事、運動、ストレス管理などのライフスタイルに関する要素や、医療へのアクセス、疾病予防措置も含まれる。

## 寿命
世界的に平均寿命が延びているにも拘らず、人種や地域を問わず、男性の平均寿命は女性よりも短い。WHOによると、男女の平均寿命の世界的な差は2016年以降、約4.4年のままで推移している。平均寿命とは現在の死亡率に基づいて、新生児が生きると予想される平均年数を表す統計的尺度である。通常は出生時に計算され、性別、人種、場所などの要因によって異なってくる。例えば、多くの先進国の平均余命は発展途上国よりも長く、一般的に女性の平均余命は男性よりも長い。

しかしその差は国によって異なり、低所得国の平均余命の差はより小さい。生物学的要因、行動的要因、社会的要因が男性の平均余命の全体的な短さに寄与しているが、各要因の個々の重要性は判明していない。健康に対する全般的な考え方は男女により異なる。一般的に男性は医療を求めることに積極的ではなく、その結果健康状態が悪くなる。

国別の男女別寿命の比較

 男性を健康を増進させる取り組みに参加させるのは難しい。健康増進施策に男性を参加させ維持する為に、ジェンダーに配慮したアプローチを採用することの価値が報告されている。  
男性の平均寿命を低下させる生物学的影響には、遺伝とホルモンがある。男性の場合、23番目の染色体はX染色体とY染色体であり、女性の場合のX染色体2本とは異なる。Y染色体はサイズが小さく、含まれる遺伝子の数も少ない。この違いが男女の平均寿命の差の一因になっている可能性がある。女性の場合は2本目のX染色体により、もう1本のX染色体の潜在的な疾患誘発遺伝子が相殺される可能性がある。男性には2番目のX染色体がないため、このような潜在的な保護がない。ホルモンの面から見るとテストステロンは主要な男性ホルモンであり、女性では主要ではない。男性のテストステロン値低下は、心血管関連疾患の危険因子である。逆にテストステロン値が高いと、前立腺疾患の原因となる。ホルモンに起因するこれらの因子は、女性と比較した男性の平均寿命に直接影響を及ぼす。
行動要因について見ると男性は女性に比べて酒、薬物、煙草の消費量が多く、その結果、肺癌、心血管疾患、肝硬変などの疾病の罹患率が高くなっている。デスクワーク（座りがちな日常生活）は多くの慢性疾患に関連するが、男性により多く見られるようである。これらの疾病は、男性の平均余命に影響を及ぼしている。例えば世界保健機関（WHO）によると、2010年に過度の飲酒に関連する原因で死亡した男性は314万人であるのに対し、女性は172万人であった。男性は女性よりも、罹患率、傷害、死亡率の上昇に関連する30以上の危険な行動をとる可能性が高い。加えて男性の自殺未遂率は女性よりも著しく低いにも拘らず、男性の自殺による死亡率は大幅に高い。
男性の健康に対する社会的決定要因には、女性よりも物理的・化学的危険への職業的曝露レベルが高いことなどが含まれる。歴史的に男性は仕事関連のストレスが高く、高血圧、心臓発作、脳卒中のリスクが高まり、平均寿命に悪影響を及ぼしてきた。しかし職場での女性の役割が確立されるにつれて、こうしたリスクはもはや男性だけのものではなくなっている。

## 男性の健康

### ストレス
ストレス症状の殆どは男女で似ているが、男性と女性ではストレスの感じ方が異なる。米国心理学会によると、男性は女性に比べてストレスの感情的・身体的症状を報告する傾向が低いという。男性はストレスを感じると社会的に引き篭もる傾向が強く、ストレスに対処するための行動を取らない傾向が強いとされる。男性は仕事がストレスの原因であると報告する傾向が強く、女性はお金や経済状態がストレスの原因であると報告する傾向が強い。
男性の精神的ストレスは、男性の健康に影響を及ぼす様々な合併症と関連している。高血圧とそれに続く心血管症状の罹患率と死亡率、心血管疾患、勃起不全、性欲と性交回数の減少による生殖能力の低下などが挙げられる。
父親は、出産の直前から直後（周産期）にストレスを経験する。ストレスレベルは、出生前から出産時まで上昇し、出産時から産後にかけて低下する傾向がある。父親のストレスの原因として、妊娠に対する否定的な感情、父親になることによる足枷、出産に対する恐怖、乳児の世話に関する無能感などがある。このストレスは父親に悪影響を及ぼす。父親のストレスレベルが高いと不安、抑鬱、精神的苦痛、疲労などの精神衛生上の問題が生じる。

### 薬物依存
薬物濫用障害とアルコール使用障害は、気分を変える目的で有害な方法で薬物・酒を摂取することと定義される。アルコールは過剰に摂取される最も一般的な物質の一つであり、男性は女性よりもアルコール依存症の発症確率が最大で2倍高い。アルコール消費における性差の大きさは異なるものの、差は依然として普遍的である。男性では過度の飲酒が多く見られ、女性では長期禁酒できる例が多い。更に男性は薬物を濫用する可能性が高く、米国では生涯有病率は男性では11.5%であるのに対し、女性では6.4%である。加えて、男性は女性と比較して薬物依存症に罹り易く、同調圧力によって薬物を濫用する可能性が高い。

#### 危険性
薬物やアルコールの使用障害は、男女における様々な精神衛生上の問題と関連している。精神衛生上の問題は過度の飲酒の結果であるだけでなく、飲み過ぎの原因にもなり得る。アルコールを摂取する主な理由は、気分や精神状態を変化させることである。アルコールは不安や憂鬱の感情を一時的に和らげることができ、こうした否定的な感情を打ち消すために自己治療の一形態として飲酒する場合がある。しかし飲酒は、既存の精神衛生上の問題を悪化させる可能性もある。大量に飲酒したり違法薬物を使用したりする人は、精神衛生上の問題を発症するリスクが高くなるという証拠が示されている。心的外傷後ストレス障害などの精神衛生上の障害を持つ男性は、女性の2倍の確率で薬物使用障害を発症する。

#### 治療
精神疾患や薬物濫用障害の治療を受ける際の性差が確認されている。女性は近医に助けを求めて精神衛生上の問題を告白する傾向が高いのに対し、男性は専門医や入院治療を求め、飲酒の問題を医療提供者に告白する傾向がある。米国では、薬物使用障害の治療を受けている人の数は女性よりも男性の方が多い。 早期治療介入により、男女ともに精神衛生上の転帰が改善する。

### 自殺
| <1.0：1 <1.7：1 <3.0：1 | <4.0：1 ≥4.0：1 データなし |

| 0～5 5～10 10～15 | 15～25 25–35 ≥35 |

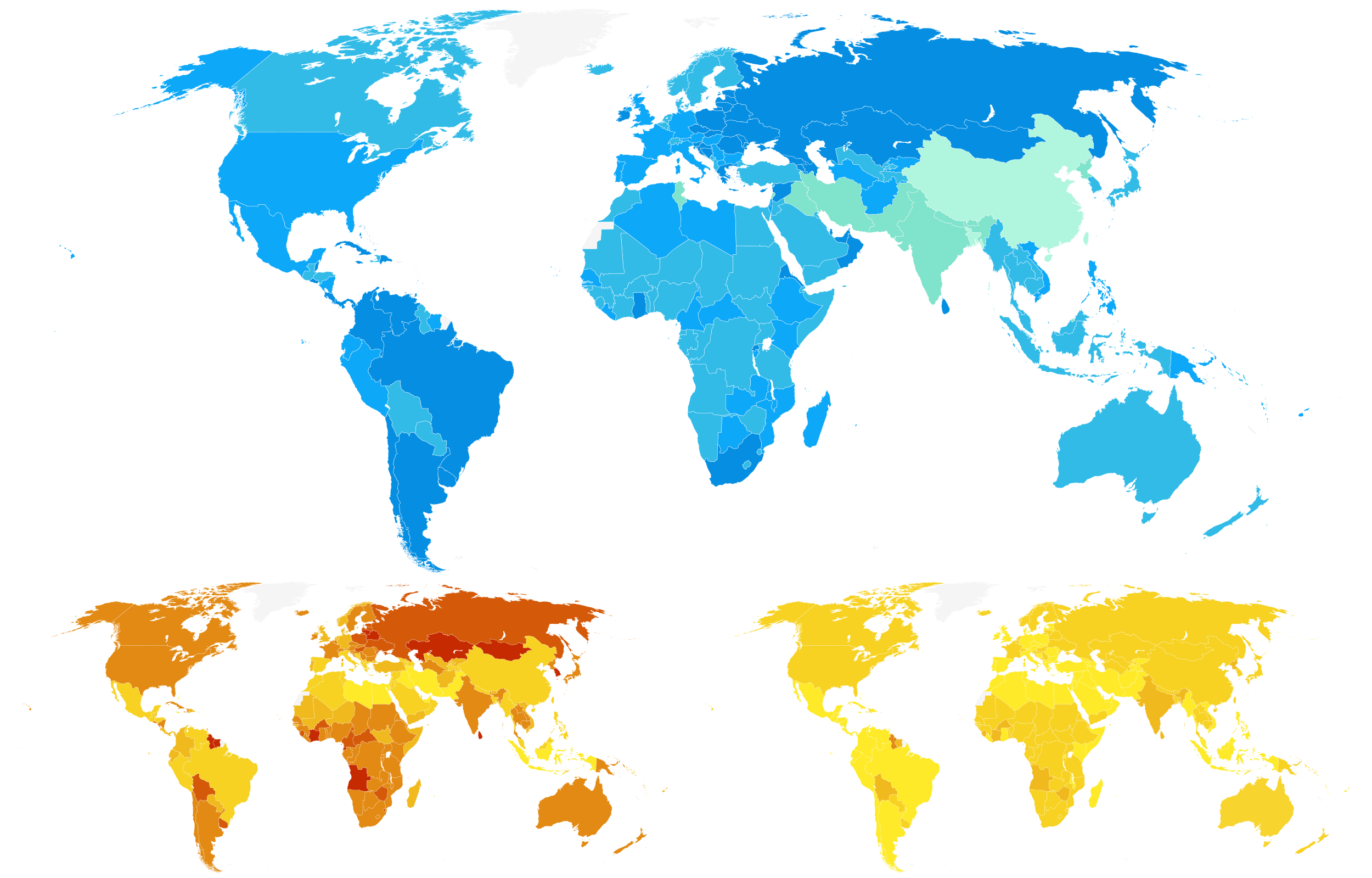
WHO：世界の男女年齢別自殺率（2015年）
上：男女比（世界平均は1.7：1）
<1.0：1
<1.7：1
<3.0：1
<4.0：1
≥4.0：1
データなし
下：年齢標準化自殺死亡率
0～5
5～10
10～15
15～25
25–35
≥35

自殺は男性での発生率が高いが、社会的認知が不足していることが多い。自殺は世界的に死因の第13位にあり、世界の殆どの地域で自殺未遂は女性の方が大幅に多いものの、実際に自死を遂げる確率は男性の方が女性よりも大幅に高い。これは「自殺行動のジェンダーパラドックス」として知られている。世界保健機関（WHO）によると、2016年の世界の自殺死亡者数の比率は、男性1.8：女性1であった。このジェンダー格差は国によって大きく異なる。例えば英国と豪州ではこの男女比は約3：1であり、米国、ロシア、アルゼンチンでは約4：1である。南アフリカでは、男性の自殺率は女性の5倍である。一方で東アジア諸国では自殺率の男女差は比較的小さく、男女比は1：1から2：1である。
自殺率の男女差を説明する要因は複数あり、男性は首吊り、一酸化炭素中毒、殺傷武器の使用など、死亡率の高い手段を取る頻度が多いことなどが挙げられる。男女の自殺率の格差に寄与するその他の要因には、社会における男性の伝統的な性別役割のプレッシャーや社会における男性の社会化などが挙げられる。

#### リスク因子
自殺行動に関連する危険因子は男性と女性で異なり、自殺率の差の一因となっている。自殺は複雑であり単純に単一の原因に帰することはできないが、心理的、社会的、精神医学的な要素を考慮する必要がある。
精神疾患は男女ともに自殺の主な危険因子である。自殺と関連する一般的な精神疾患には鬱病、双極性障害、統合失調症、薬物濫用障害などがある。精神疾患に加え、失業や職業上のストレスなどの心理社会的要因も男性にとって確立された危険因子である。アルコール使用障害は女性よりも男性に多く見られる危険因子であり、鬱病や衝動的行動のリスクを高める。この問題は男性で深刻で、アルコール使用障害を発症する可能性は女性の2倍である。
助けを求めることに消極的であることも男性が直面する一般的な危険因子であり、これは内面化された男らしさの概念から生じている。伝統的な男性観では強さとストイックさが期待される一方で、メンタルヘルスサービスに相談するような弱さの表れは男らしさを失うものとして認識される。その結果男性の鬱病は過小診断され治療されないまま放置されることが多く、自殺に繋がる危険性がある。

#### 兆候
自作の兆候を発見することは世界中の自殺率を減らすために重要である。特に男性の場合、苦痛は容易には判別できない形で表現される可能性がある。例えば抑鬱状態や自殺念慮は、怒り、敵意、苛立ちといった形で現れる場合がある。更にリスクを取る行動や避ける行動は、男性に多くみられる。

## 男性特有の疾患

### 前立腺肥大症・前立腺炎・前立腺癌
前立腺肥大症の有病率は加齢とともに増加し、有病率は31～40歳で8％、51～60歳で40～50％、80歳以上では80％を超える。
前立腺癌の有病率は年々増加しているが、前立腺癌による死亡者数の増加率は有病率の増加率よりも遥かに低い。

### 男性不妊
日本で不妊治療を受けている夫婦は、2015年時点で全体の18.2％である。また米国では、生殖年齢人口の約10%が不妊症であるとされる。中東・北アフリカ地域（MENA）における不妊症の割合は、不妊症の定義が様々であるため測定が困難である。イランを除くMENA地域では臨床不妊症に関する研究が乏しく、これは不妊症についてオープンに議論したがらない社会的風潮に起因している。

### 割礼
割礼により包皮を除去すると、性感染症の罹患率や陰茎癌の発病率が低下すると言われる。一方、米国では包皮除去手術の0.13%で合併症が発生する（新生児の場合）。また日本では、国民生活センターに寄せられた相談の約6割が20代であり、その内訳は疼痛、腫脹、手術創開創、出血、壊死、勃起障害、射精障害、排尿障害などとなっている。

## 男性に多い疾患
以下に、女性に比べて男性の有病率が高い病気・症状の例を挙げる。
心血管疾患：
- 狭心症
- アテローム性動脈硬化
- 心筋梗塞
- 高血圧
- 脳卒中 (Stroke)
- 高コレステロール血症

呼吸器疾患：
- 喘息 (若年層)[86]
- 慢性閉塞性肺疾患 (COPD)
- 肺癌
- 肺炎

精神疾患：
- 自閉症
- 大うつ病
- 自殺
- 嗜癖

がん：
- 大腸癌
- 皮膚癌

性感染症：
- HIV/AIDS
- 梅毒
- 淋病

その他：
- 不慮の外傷
- 糖尿病
- インフルエンザ
- 肝疾患
- 腎疾患
- アルコール濫用